# Rule 3:36
Rule 3:36 es el segundo álbum del rapero Ja Rule, lanzado en 2000. 

## Lista de canciones
1. «Intro» (1:14)
2. «Watching Me» (1:55)
3. «Between Me And You» (con Christina Milian) (4:10) #11 US, #26 UK
4. «Put It On Me» (con Lil' Mo & Vita) (4:22) #8 US
5. «6 Feet Underground» (5:05)
6. «Love Me, Hate Me» (4:44)
7. «Die» (4:36)
8. «Fuck You» (4:13)
9. «I'll Fuck U Girl» (1:34)
10. «Grey Box (Skit)» (:15)
11. «Extasy» (Jim"o"Mac) (5:06)
12. «It's Your Life» (4:30)
13. «I Cry (con Lil' Mo)» (5:17) #40 US
14. «One of Us» (5:56)
15. «Chris Black» (2:33)
16. «The Rule Won't Die» (2:18)

- Datos: Q842691